# Collectief straffen
Collectief straffen (Engels: collective punishment) is het straffen van een hele groep of bevolking voor de daden van een of meer individuele leden van die groep of bevolking. Hierbij wordt de hele groep verantwoordelijk gesteld voor de daden van de individuele persoon, zelfs als er geen directe relatie is met de dader.
In het internationaal recht is bij zowel internationale als niet-internationale gewapende conflicten het zonder militaire noodzaak collectief straffen in bezet gebied in diverse verdragen verboden en geldt als een oorlogsmisdaad.

## Definitie
In zijn meest algemene vorm kan collectief straffen worden omschreven als: een groep gezamenlijk straffen voor een daad die is verricht door een of meer individuele personen. Daarbij worden leden van die groep gestraft voor iets dat zij niet gedaan hebben.
Collectief straffen wordt vaak toegepast bij een militaire bezetting. De lokale bevolking wordt dan als geheel gestraft om verzet tegen het bezettende leger – bijvoorbeeld van een binnengevallen buurland, van een plaatselijke militie of een terreurbeweging – de kop in te drukken. Traditioneel wordt collectief straffen door bezettingsmachten gebruikt als afschrikkingsmiddel om aanvallen van verzetsbewegingen te voorkomen. In een dictatuur kan ook een deel van de bevolking, bijvoorbeeld op grond van discriminatie, collectief worden gestraft door het eigen leger, omdat deze groep door het staatshoofd ongewenst is, of vanwege het streven naar autonomie.
De term 'collectief straffen' wordt bij gewapend conflicten niet alleen gebruikt in het geval van straffen bij misdaden, maar ook bij het opleggen van sancties aan bijvoorbeeld burgers en oorlogsgevangenen die regels overtreden, oorlogsmisdadigers, of het treiteren en opleggen van administrative maatregelen tegen een groep als vergelding voor een daad die een individu uit die groep heeft gepleegd. In het algemeen gaat het dus om het straffen van personen die niet verantwoordelijk zijn voor genoemde daden.

## Verbod onder internationaal recht
Het toepassen van collectief straffen bij oorlogsgevangenen of beschermde gevangenen (burgers) tijdens een gewapend conflict wordt verboden in het internationaal humanitair recht en geldt als een oorlogsmisdaad. Het is ook verboden in het  internationaal strafrecht en het internationaal gewoonterecht.

### Internationaal humanitair recht

#### Haagse Conventies van 1899 en 1907
Het verbod op collectief straffen tijdens oorlog werd voor het eerst in het internationaal humanitair recht vastgelegd op de Haagse Vredesconferentie in 1899. Afdeeling III, artikel 50 van het Reglement betreffende de wetten en gebruiken van den oorlog te land bij het Verdrag nopens de wetten en gebruiken van de oorlog te land van 1899 luidt:
Geenerlei gemeenschappelijke straf, in geld of van anderen aard, zal mogen worden uitgevaardigd tegen de bevolkingen op grond van persoonlijke handelingen, waarvoor zij in haar geheel niet als hoofdelijk aansprakelijk zouden kunnen worden beschouwd.
In de herziene versie van 1907 is de tekst onveranderd gebleven.

#### Vierde Geneefse Conventie
Artikel 33 van de Vierde Geneefse Conventie is rechtstreeks afgeleid van artikel 50 van de Haagse Conventies, maar verbiedt ook expliciet collectief straffen als de groep passieve verantwoordelijkheid draagt. De nadruk ligt op de strikt persoonlijke verantwoordelijkheid van de dader. Het verbod geldt niet alleen voor internationale gewapende conflikten, maar ook voor niet-internationale.
Het betreffende deel van artikel 33 van de Vierde Geneefse Conventie luidt:
Geen beschermd persoon mag worden gestraft voor een vergrijp dat hij niet persoonlijk heeft begaan. Collectieve straffen, evenals alle maatregelen van vreesaanjaging of terrorisme, zijn verboden.

### Internationaal strafrecht
Al in 1919 waren er, bij de Vredesconferentie van Parijs plannen om 'collectief straffen' als oorlogsmisdaad strafbaar te achten in het internationaal recht. Pas in 1991 werd het ook als oorlogsmisdaad genoemd in de 'ontwerp-artikelen van misdaden tegen de vrede en veiligheid van de mensheid', opgesteld door de International Law Commission (ILC) van de Verenigde Naties. De ILC stelde in zijn begeleidend commentaar voor om het aan te merken als oorlogsmisdaad in zowel internationale als niet-internationale gewapende conflicten. In 1996 nam de commissie collectief straffen alleen op in diens gereviseerde ontwerp-artikelen als oorlogsmisdaad bij niet-internationale gewapende conflicten. De ontwerp-artikelen haalden het echter niet tot een verdrag. 
'Collectief straffen' werd later wel op genomen in het statuut van het Rwandatribunaal (International Criminal Tribunal for Rwanda, ICTR), dat door de Veiligheidsraad van de Verenigde Naties was vastgesteld. Ook in het statuut van het Speciaal Hof voor Sierra Leone (Special Court for Sierra Leone, SCSL) was 'collectief straffen' als oorlogsmisdaad opgenomen, hoewel de elementen ervan niet gedefinieerd zijn.
Volgens de uitspraken van het Speciaal Hof moet 'Collectief straffen' wordt onderscheiden van het aanvallen gericht tegen burgers, dat in het internationaal recht kan worden beschouwd als een oorlogsmisdaad. Wil er sprake zijn van 'collectief straffen' dan moet er niet alleen sprake zijn van een aanval/bestraffing van burgers, maar de daders moeten ook het oogmerk hebben om de bevolking collectief te straffen.

#### Internationaal Strafhof
'Collectief straffen' is niet opgenomen in het Statuut van Rome van het internationaal Strafhof (ICC). Hoewel het misdrijf wel opgenomen was in eerdere voorstellen van het Voorbereidend Comité, werd het niet opgenomen in het ontwerpstatuut van 1998. Volgens een van de voorzitters, Adriaan Bos, van het Comité werd 'collectief straffen' verwijderd op voorstel van staten die betrokken waren bij de annexatie of bezetting van vreemd grondgebied.
Het misdrijf zou wel in het Statuut opgenomen kunnen worden door middel van een amendement, maar dan zou het alleen van toepassing zijn op verdragspartijen die deze wijziging zouden ratificeren. Het Strafhof zou dan evenwel ook rechtsmacht hebben over daden gepleegd door onderdanen van derde staten die gepleegd zijn op het grondgebied van een partij die het amendement aanvaard heeft, tenzij het amendement deze mogelijkheid specifiek uitsluit (zoals bijvoorbeeld ook gebeurd is bij het misdrijf van agressie).
Er gaan stemmen op voor het expliciet opnemen van het verbod op collectief straffen in het internationaal recht, onafhankelijk van andere misdaden. Dit zou meer recht doen aan de misdaad van het collectief straffen zelf en kunnen gelden als een argument voor een zwaardere straf voor de misdaden als geheel. Dit zou dan moeten worden opgenomen in het Statuut van Rome, omdat het ICC vooralsnog het enige internationale instituut is met jurisdictie over internationale misdaden. Deze kwestie werd actueel in verband met de militaire activiteiten van Israël in Libanon in 2006 en de aanvallen op Gaza in 2008/2009 (Cast Lead), waarna de Palestijnse Autoriteit zich wendde tot het ICC in een (vergeefse) poging een strafrechtelijk onderzoek naar oorlogsmisdaden te doen starten. In 2014 was het opnieuw aan de orde na de aanvallen op Gaza in 2014 (Protective Edge) en meer recent in de Gazaoorlog van 2023-2024.

### Internationaal gewoonterecht
Het ICRC beschouwd collectief straffen als verboden volgens internationaal gewoonterecht, in zowel internationale als niet-internationale gewapende conflicten. Het verbod op collectief straffen is ook onderdeel van het internationaal humanitair gewoonterecht. Jose Serralvo stelt dat collectief straffen absoluut verboden is in het internationaal recht in het algemeen.